# Empire State Building
Empire State Building je 102-nadstropni nebotičnik v središču New Yorka (ZDA), na križišču Pete avenije in West 34th Street na Manhattnu. Zgrajen je bil leta 1931 v slogu art déco in je eden najznamenitejših nebotičnikov na svetu, ime pa je dobil po vzdevku za zvezno državo New York. Do leta 1972 ko so zgradili World Trade Center, je bil najvišji nebotičnik na svetu. Od napadov 11. septembra 2001, ko sta bila najvišja stolpa World Trade Centra porušena, je bil Empire State Building nekaj časa ponovno najvišji nebotičnik v New Yorku in druga najvišja zgradba v ZDA, do 2012, ko je njegovo višino presegel One World Trade Center. Od tal do zgornjega nadstropja meri 373,2 m, do strehe 381 m, do vrha konice pa 448,7 m. Ameriško združenje gradbenih inženirjev ga je poimenovalo za eno od sedmih čudes sodobnega sveta. Lastnik in upravnik zgradbe je podjetje W&H Properties.
Izkop temeljev za zgradbo so pričeli 22. januarja 1930, nebotičnik pa so uradno odprli 1. maja 1931, 410 dni kasneje. V njem je 200,000 m² pisarniških in drugih uporabnih prostorov, ki segajo do 85. nadstropja. V 86. nadstropju je razgledna ploščad, nad njo pa šestnajst nadstropni stolp, na vrhu katerega (v 102. nadstropju) je razgledna točka. Skupno je v njem okoli 257.000 m² površin. Še više je 67,7 m visoka konica, ki se konča s strelovodom, okrog nje pa se nahajajo oddajniki večine newyorških televizijskih in radijskih postaj. 102. nadstropje je bilo sprva mišljeno kot pristajališče za cepeline, vendar so zamisel opustili zaradi nevarnega vzgornika, ki piha ob zgradbi. Danes je razgledna ploščad na 86. nadstropju priljubljena izletniška točka, ki jo je obiskalo že preko 110 milijonov ljudi. Od leta 1964 vrh osvetljujejo reflektorji.

## V popularni kulturi
Kot ena največjih newyorških znamenitosti je bil Empire State Building mnogokrat upodobljen v filmih. Film Empire režiserja Andyja Warhola iz leta 1964 je neprekinjen osemurni posnetek zgradbe ponoči. Verjetno najbolj znana upodobitev pa je v filmu King Kong iz leta 1933, v katerem naslovni lik (gorila) spleza do vrha nebotičnika, da bi ubežal zasledovalcem. Nato se na vrhu nebotičnika spopade z več vojaškimi letali, zaradi česar pade z nebotičnika v smrt.

## Zgodovina
Zemljišče je bilo sprva v lastiJacoba Astorja, njegov vnuk pa je zgradil na tem zemljišču Waldorf Hotel. Štiri leta kasneje je zgradil na sosednjem zemljišču John Jacob Astor IV16-nadstropni Astoria Hotel. Hotela so združili in nastal je takrat največji hotel Waldorf–Astoria. Družina Astor se je preusmerila v gradnjo novega hotela 1928 leta, zemljišče pa je bilo predano v najem in odkup za vrednost $14–16 million. Hotel so zaprli 3.maja 1929.

### Načrtovanje
Bethlehem Engineering Corporation so sprva mislili porušiti zgradbo, da bi zgradili 25-nadstropno poslovno zgradbo. A zaradi težav pri financiranju gradnje je bil prisiljen prodati zemljišče podjetju Empire State Inc. Lastnik podjetja, nekdanji guverner države New York, razglasi konzorcij avgusta 1929 in razglasi gradnjo 80 nadstropnega nebotičnika, najvišje zgradbe na svetu.
Empire State Inc. je zaposlil arhitekta Williama F. Lamba, iz biroja Shreve, Lamb and Harmon, da ustvari arhitekturni oris. Lamb ustvari risbe v dveh tednih. Zaradi opomb in upoštevanja zakonodaje, ki je predpisovala načrte za zgornja nadstropja, je hiša bila načrtovana od zgoraj dol in dobila prepoznavno obliko svinčnika. Načrt je predvideval investicijo $50 milijonov in obljubo, da bo gradnja končana in pripravljena za vselitev v 18 mesecih.

#### Dizajn in spremembe
Medtem, ko je bila zgradba medijski projekt arhitekturne drznosti, je bila tudi glasilka novih tehnologij in prestiža. Ob razglasitvi gradnje najvišje zgradbe so sledili projekti, ki so želeli doseči podobno višino. Gospodarska kriza je povzročila resno škodo leta 1929 in projekt tekmovanja je bil namenjen novim idejam. Kar pet projektov je želelo doseči 280 m višine, a na koncu so tekmovali 40 Wall Street nebotičnik in zgradba Chrysler in Empire State. 40 Wall Street je obnovil in dvignil zgradbo na 282 m. Chrysler je prizidal velik jekleni stožec visok 56m na vrh prej zaobljenega vrha svoje zgradbe, da je dosegel višino 319 m. Empire State je zaradi vseh teh sprememb sredi gradnje dogradilo še 5 dodatnih nadstropij. Zaradi upora vetra so se odkupila zemljišča okoli zgradbe, da bi ojačali temelje zgradbe in tako še dodatno dvignili zidavo. Empire State se je tako odločil za jekleno konico in razgledno točko, ki bi bila še višja od Chryslerjeve in vodila turiste na 86 nadstropje.
Na koncu je bila gradnja le 1,2 metra višja od Chryslerjeve zgradbe, in jeklena konica je pomenila dokončno prevlado in končna višina 381 m je pomenila resnično velik skok v višini.
Največja reforma povezana z zgradnjo je bila povezana z železobetonom. Nova tehnologija naj ne bi potrebovala visoke vsebnosti jekla in gradnja je bila načrtovana v pričakovanju nove zakonodaje. Ko je bila sprejeta zakonodaja, je bila gradnja izredno hitra, v 10 dneh tudi 14 nadstropij. Zaradi visoke porabe gradbenega materiala so sredi gradnje menjali tudi dobavitelje. Materiale so skladiščili na dnu zgradbe in jih preko tračnic vodili na zgornja nadstropja. Julija so porabili polovico vsega potrebnega jekla. Do 10.septembra je bilo delo glede jekla skoraj končano in so pozidali temeljni kamen. Zgradba je bila končana 19. septembra.

#### Dokončanje
Da bi oskrbeli gradbišče, so sprostili del ulice namenoma le za tovorni promet gradbišča. Zidovi so gradili počasneje, a fasada je bila v sredini novembra že dokončana. Na zgradbi je hkrati delalo tudi 3500 delavcev. Med gradnjo je umrlo po različnih poročanjih od 5-14 delavcev. Zgradba je bila zgrajena pod proračunom $60 milijonov. Sprva so načrtovali, da bi bila zgradba pristanišče za cepeline, a to ni bilo možno zaradi vetra. Zgradba je zgodaj utrpela tudi letalsko nesrečo, saj se je zračno plovilo udarilo ob zgradbo in povzročilo 14 smrtnih žrtev. Kljub vsemu temu je zgradba hitro našla najemnike in bila navdih za poselitev svoje okolice. Zgradbo so leta 1951 kljub dobremu poslovanju prodali. Kupil jo je Henry Crown. Radijske postaje so najele anteno na zgradbi za oddajo signala. Leta 1961 so jo ponovno prodali, leta 1966 je izgubila je tudi prestiž najvišje zgradbe v New Yorku, a ostala turistična znamenitost. Od prenove leta 1964 so sledile različne renovacije, prenove in obnove zgradbe.